# Medonosno bilje
Medonosnim biljem smatramo one biljne vrste iz čijih cvjetova pčele uzimaju nektar, pelud ili pelud i nektar zajedno te one biljne vrste na kojima pčele uzimaju medljiku, kao i biljke s kojih sakupljaju propolis. Vrlo su rijetke biljne vrste koje pčele nikad ne posjećuju. Između pčela i medonosnog bilja postoji vrlo uska povezanost i ovisnost. Pčele posjećujući razne biljne vrste, zbog uzimanja hrane, nesvjesno vrše oplodnju istih. U krajevima na kojima ne postoji medonosno bilje nema ni uvjeta za život pčele, ali ni obratno, jer je utvrđeno da u krajevima na kojim je industrija potisnula pčele pojedine biljne vrste polako izumiru. To su uglavnom jaka industrijska središta. 

## Važno medonosno bilje
Pod pojmom važno medonosno bilje podrazumijevamo biljne vrste koje u jednom svom periodu igraju značajniju ulogu u prehrambenom lancu pčela i ostalih kukaca. 

### Najvažnije medonosno bilje u Hrvatskoj
Bagrem, kesten, lipa, suncokret, lavanda, kadulja, zlatošipka, uljana repica

#### Drvenasto medonosno bilje
- Bagrem (Robinia pseudoacacia) je rod listopadnog drveća i grmlja iz porodice Leguminosae koji sadrži 20 vrsta iz Sjeverne Amerike i Meksika. U Europu je prenesen daleke 1601. godine. Bagrem može narasti u visinu do 25 metara, deblo može imati u promjeru i do 90 centimetara.
- Božika ili božikovina je biljka iz porodice Aquifoliaceae, porijeklom iz zapadne i južne Europe, sjeverozapadne Afrike i jugozapadne Azije. Pučko ime je božikovina, a znanstveno božika. Koristi se kao božićna dekoracija. Raste kao manje drvo ili grm.
- Šljiva (lat. prunus domestica, prunus instititia) je vrsta voća koja raste na drvetu, ima okrugli ili ovalni plod. Plave, crvene ili žute je boje (ovisno o podvrsti). Meso ploda je slatko, žućkaste boje s košticom u sredini.
- Kesten je stablo koje naraste do visine od 20-30 metara, smeđe i ispucale kore s velikom i bujnom krošnjom. Raste u skoro svim krajevima Europe, a životni vijek ovog stabla je i do 200 godina. Listovi ove biljke su veliki i sastavljeni od 7 izdanaka raspoređenih poput prstiju na ruci čovjeka.
- Trešnja Domovina trešnje nalazi se u pontskoj flori Turske, a donesene su u Rim oko 74. god. pr. Kr. Trešnjino je drvo više od 4 m, a cvate u svibnju. Bijeli skupni cvjetovi imaju duge peteljke iz kojih se razvijaju žuti ili crveni plodovi. Pčele rado posjećuju ove bijele mirisne cvjetove.
- Bazga spada među najstarije i najpoznatije ljekovito bilje naših krajeva i Europe. Spada u jestivo bilje. Bazgu su opisivali svi narodi u našoj bližoj i daljnjoj povijesti. Stablo bazge raste 3-5m visine, kora debla i grana je svijetlosive boje. Pčele obično ne posjećuju bazgu, iako cvijet bazge obiluje cvjetnom peludi. Razlog vjerojatno leži u tome da se cvatnja bazge poklapa s daleko medonosnijim bagremom.
- Obična mirta ili poznatija kao živica obično se sadi kao zelena ograda u dvorištima i vrtovima. Ostavimo li je da raste granajući se prirodno dobit ćemo lijep zimzelen grm obujma i visine do 2,5 m. koji će nam od početka ljeta do jeseni zahvaliti mnoštvom lijepih bijelih cvjetova izrazito mirišljavih cvjetova poput jorgovana. Pčele i ostali kukci - oprašivači rado će je posjećivati od početka do kraja cvatnje.

#### Ostalo medonosno bilje
- Heljda (Fagopyrum esculentum, F. cymosum, F. tataricum) se svrstava u žitarice jer ima rižino zrno i način korištenja, a po morfološkim i fiziološkim svojstvima se bitno razlikuje od drugih žitarica.
- Zlatošipka  (solidago), velika zlatnica, dremljevica, cvjetnica iz porodice Asteraceaea. Spada u korov. Rodu pripada otprilike 150 vrsta. Raste na neobradivim površinama zemlje, uz rijeke i potoke. Za dobro medenje treba joj temperatura od 25-28 stupnjeva, med se koristi za liječenje nervnih oboljenja.
- Lavanda krasi mnoge vrtove svijeta već više od 2.000 godina. Lavanda je bila i mogla bi postati ponovo jedna od najraširenijih poljoprivrednih kultura otoka Hvara. Miris lavande osim što je ugodan i privlači pčele odbija insekte pa će lavanda spasiti vašu garderobu od moljaca držite li je u garderobnom ormaru.

## Galerija
- Heljda - Fagopyrum esculentum
- Bagrem - Robinia pseudoacacia
- Lipa - Tilia insularis
- Lucerna - Medicago sativa

## Poveznice
- pčelarstvo
- pčele
- pčela medarica
- bumbari
- poljoprivreda
- šuma
- stablo
- biljka

## Vanjske poveznice
- Zaštićene, ugrožene, osjetljive i rijetke biljne vrste  Arhivirana inačica izvorne stranice od 15. siječnja 2011. (Wayback Machine)
- Ministarstvo poljoprivrede, šumarstva i vodnoga gospodarstva